# Mastogenius elinarae
Mastogenius elinarae – gatunek chrząszcza z rodziny bogatkowatych i podrodziny Polycestinae.
Gatunek ten został opisany w 1986 przez Garyego Manleya.
Chrząszcz o podłużnie owalnym, silnie błyszczącym i rzadko owłosionym ciele długości od 3 do 4,1 mm (3,6 mm u holotypowego samca i 3,48 mm u allotypowej samicy). Występują dwie formy barwne: częstsza, o pokrywach ciemnoniebieskich i rzadsza, o pokrywach brązowych. Reszta ciała jest czarna. Głowa z przodu wypukła, bez wgłębień. Przedplecze około dwukrotnie szersze niż długie, wyraźnie węższe z przodu niż u nasady. Boczne brzegi przedplecza łukowato rozbieżne od kątów przednich do połowy długości i dalej delikatnie zbieżne ku prostym kątom tylnym. Boki pokryw od kątów barkowych do połowy długości prawie równoległe, dalej łukowato zbieżne ku ściętym wierzchołkom.
Owad neotropikalny znany z ekwadorskich prowincji Guayas i Manabí.